# Оливија Вајлд
Оливија Вајлд (енгл. Olivia Wilde; рођена 10. марта 1984. године у Њујорку, држава Њујорк као Оливија Џејн Коберн (енгл. Olivia Jane Cockburn) америчка је глумица позната по улози др Реми Хадли у ТВ серији Доктор Хаус.
Њен филмски првенац била је тинејџерска комедија Девојка из суседства из 2004. године. Вајлдова је потом играла улогу Алекс Кели у другој сезони ТВ серије Округ Оринџ и наступила је у неколико филмова независне продукције међу којима се истиче Алфа мужјак из 2006. Наредне године добила је улогу докторке Реми Хадли у медицинској драми Доктор Хаус, коју је напустила 2011. године како би се посветила филмској каријери. У току овог периода играла је споредне улоге у комедији Година прва (2009), трилеру Следећа три дана и научнофантастичним филмовима Трон: Легат (2010), Каубоји и ванземаљци и Преостало време (2011).
У мају 2012. године Вајлдова је наступила у последње две епизоде Доктора Хауса, а након тога тумачила је споредне улоге у филмовима Плагијатор (2012), Пијани другари, Трка живота, Она (2013) и ТВ серији Винил (2016).

## Филмографија
| Филмови             |                                |               |                  |                                                                                                |
| Година              | Српски назив                   | Изворни назив | Улога            | Напомене                                                                                       |
| 2004.               | Девојка из суседства           |               | Кели             |                                                                                                |
| 2005.               | Разговори са другим женама     |               | деверуша         |                                                                                                |
| 2006.               | Алфа мужјак                    |               | Анџела Холден    |                                                                                                |
| 2006.               | Сјајне идеје Бикфорда Шмеклера |               | Сара Вит         |                                                                                                |
| 2006.               | Туристи                        |               | Беј              |                                                                                                |
| 2007.               | Смрт и живот Бобија Зија       |               | Елизабет         |                                                                                                |
| 2008.               | Фикс                           |               | Бела             |                                                                                                |
| 2009.               | Година прва                    |               | Принцеза Инана   |                                                                                                |
| 2010.               | Следећа три дана               |               | Никол            |                                                                                                |
| 2010.               | Трон: Легат                    |               | Квора            | номинација - МТВ филмска награда за највеће глумачко откриће                                   |
| 2011.               | Каубоји и ванземаљци           |               | Ела Свенсон      |                                                                                                |
| 2011.               | Замена                         |               | Сабрина Макај    |                                                                                                |
| 2011.               | Изнутра                        |               | Мија Конлон      |                                                                                                |
| 2011.               | Преостало време                |               | Рејчел Салас     |                                                                                                |
| 2012.               | Маслац                         |               | Брук Свинковски  |                                                                                                |
| 2012.               | Замка                          |               | Лиза             |                                                                                                |
| 2012.               | Људи попут нас                 |               | Хана             |                                                                                                |
| 2012.               | Плагијатор                     |               | Данијела         |                                                                                                |
| 2013.               | Невероватни Берт Вондерстоун   |               | Џејн             |                                                                                                |
| 2013.               | Пијани другари                 |               | Кејт             | извршна продуценткиња                                                                          |
| 2013.               | Трка живота                    |               | Сузи Милер       |                                                                                                |
| 2013.               | Она                            |               | Амелија          |                                                                                                |
| 2013.               | Трећа особа                    |               | Ана              |                                                                                                |
| 2014.               | Формула за срећу               |               | Елизабет Робертс |                                                                                                |
| 2014.               | Најдружа недеља                |               | Беатрис Фербенкс |                                                                                                |
| 2015.               | Лазарусов ефекат               |               | Зои              |                                                                                                |
| 2015.               | Јединство                      |               | нараторка        | документарац                                                                                   |
| 2015.               | Пољана                         |               | Сара             |                                                                                                |
| 2015.               | Божић код Куперових            |               | Еленор           |                                                                                                |
| 2022.               | Не брини, драга                |               | Мери             | такође режисерка                                                                               |
| 2022.               | Вавилон                        |               | Ина Конрад       |                                                                                                |
| Телевизијске серије |                                |               |                  |                                                                                                |
| 2003.               | Кожа                           |               | Џул Голдман      | 6 епизода                                                                                      |
| 2004–2005           | Округ Оринџ                    |               | Алекс Кели       | 13 епизода                                                                                     |
| 2006.               | Испаљени                       |               | глуми себе       | Епизода:                                                                                       |
| 2007.               | Породица Донели                |               | Џени Рајли       | 14 епизода                                                                                     |
| 2007–2012           | Доктор Хаус                    |               | Др Реми Хадли    | 81 епизода номинација - Награда Удружења глумаца за најбољу глумачку поставу у драмској серији |
| 2012.               | Трон: Устанак                  |               | Квора (глас)     | Епизода:                                                                                       |
| 2012.               | Пола неба                      |               | глуми себе       | ТВ документарац                                                                                |
| 2012.               | Роботско пиле                  |               | различите улоге  | Епизода:                                                                                       |
| 2013.               | Авантуре досадне поморанџе     |               | себе             | Епизода:                                                                                       |
| 2014−2015           | Портландија                    |               | еко-терористкиња | 2 епизоде                                                                                      |
| 2014.               | Амерички тата                  |               | Дениз (глас)     | Епизода:                                                                                       |
| 2014.               | Боџек Хорсман                  |               | Шарлот (глас)    | 2 епизоде                                                                                      |
| 2015.               | Дол и Ем                       |               | Оливија          | 5 епизода                                                                                      |
| 2016.               | Винил                          |               | Девон Финестра   | 10 епизода                                                                                     |